# Draguignan
Draguignan (occitană Draguinhan) este un oraș în Franța, sub-prefectură a departamentului Var, în regiunea Provence-Alpi-Coasta de Azur. 

## Personalități marcante
- Philippe Séguin

1. ↑  répertoire géographique des communes, accesat în 26 octombrie 2015
2. ↑  dataset of postal codes in France, 1 octombrie 2018